# Джарылгачский заказник
Джарылгачский заказник — ботанический заказник общегосударственного значения, расположенный на территории Скадовской городской общины Скадовского района (Херсонская область, Украина). Площадь — 300 га. Находится под контролем государственного предприятия «Скадовское лесоохотничье хозяйство».
Расположен в границах заповедной зоны Джарылгачского национального природного парка.

## История
Заказник создан постановлением Совета Министров УССР от 28 октября 1974 года № 500 «О создании государственных заказников в Украинской ССР» («Про створення державних заказників в Української РСР»).
Заказник создан для охраны редкого краснокнижного вида злаков золотобородника цикадового.
11 декабря 2009 года был создан Джарылгачский национальный природный парк. Границы Джарылгачского заказника совпадают с заповедной зоной парка.

## Описание
Заказник занимает участок в восточной части острова Джарылгач, что между Каркинитским заливом и Джарылгачским заливом Чёрного моря. 
Территория заказника имеет слабоволнистый рельеф — чередование равнинных и слабохолмистых поднятых участков. Слабохолмистые поднятые участки представляют собой вытянутые гривы, высота которых уменьшается по направлению к Джарилгачскому заливу. Наиболее пониженные участки во время штормов затапливаются водой, имеют засоленный грунт.
Здесь запрещена любая хозяйственная или иная деятельность, что нарушает природные процессы и создаёт угрозу вредного влияния на её природные комплексы и объекты. 

## Природа
Охраняется участок с природной растительностью на острове Джарылгач. 
Вдоль прибрежного литорального вала формируются растительные сообщества из колосняка черноморского, морской горчицы обыкновенной, катрана понтийского, синеголовника приморских. 
За этим валом в большинстве своем простирается узкая низменная полоса солончаков с зарослями. На понижениях, затапливаемых во время штормов, распространены сукулентно-травяные и солончаковые виды: солерос европейский (Salicórnia europaéa), сведа (содник) морской (Suaeda maritima), сведа лежачая (Suaeda prostrata), тростник обыкновенный (Phragmítes austrális), кермек каспийский (Limonium caspium) и кермек Мейера (Limonium meyeri), лебеда бородавчатая (Halimione verrucifera), сарсазан шишковатый (Halocnemum strobilaceum). На участках не подверженных чрезмерному поверхностному затоплению представлены солончаковые — полынь сантонийская (Artemisia santonica), подорожник солончаковый (Plantago salsa) — и засолено-луговые — бескильница расставленная (Puccinéllia dístans), бескильница большеногая (Puccinellia macropus), бескильница Фомина (Puccinellia fominii), прибрежница солончаковая (Aeluropus littoralis), астра солончаковая (Aster tripolium), ситник Жерара (Júncus gerárdi) — виды.
В центральной части острова сформировались степи, которые перемежуются с переувлажненными межгривными понижениями и солеными озёрцами, вытянутыми вдоль береговой линии. Здесь сохранились природные участки золотобородника цикадового — редкого злака, используемого для закрепления сыпучих песков (вид, занесенный в Красную книгу Украины, ранее Красную книгу УССР). Кроме золотобородника цикадового, луговая растительность, распространенная на возвышениях и в котловинах, представлена видами анакамптис клопоносный (Anacamptis coriophora), анакамптис рыхлоцветковый (Anacamptis laxiflora), анакамптис дремлик (Anacamptis morio), анакамптис болотный (Anacamptis palustris), подвид анакамптиса дремлика анакамптис разрисованный (Anacamptis morio subsp. picta), спаржа приморская (Asparagus maritimus).
Участки грив имеют песчано-степную растительность с преобладанием ценозов, образованных видами осока колхидская (Carex colchica), тонконог песчаный (Koeleria sabuletorum), овсяница Беккера (Festuca beckeri), овся́ница валли́сская (типчак) (Festúca valesiáca), рожь лесная (дикая) (Secale sylvestre), молочай Сегье (Euphórbia seguieriána), качим скученный (Gypsōphila glomerāta) и другие. Очагами присутствуют ковыль песчаный (днепровский) (Stipa pennata subsp. sabulosa), ковыль-волосатик (Stípa capilláta), василёк короткоголовый (Centaurea breviceps).
Также встречаются реликтовый вид меч-трава болотная (Cládium maríscus) и редкая степная птица дрофа — виды, занесенные в Красную книгу Украины, Красную книгу СССР, Красную книгу УССР.
Прибрежный участок удлинённого водоёма, примыкающего к южной части территории заказника, служит ареалом меч-травы болотной. Отмечается видовое разнообразие орнитофауны. Встречаются краснокнижные виды животных: 2 вида млекопитающих, 46 – птиц, 1 – пресмыкающихся, 15 – насекомых.